# سالواتوره گیونتا (بازیکن فوتبال)
سالواتوره گیونتا (انگلیسی: Salvatore Giunta؛ زادهٔ ۱۳ آوریل ۱۹۶۷) بازیکن فوتبال اهل ایتالیا است.
از باشگاه‌هایی که در آن بازی کرده‌است می‌توان به باشگاه فوتبال هلاس ورونا، باشگاه فوتبال آ.ث. میلان، باشگاه فوتبال کن، باشگاه فوتبال آلباسته بالومپیه، باشگاه فوتبال برشا، باشگاه فوتبال پادوا، و باشگاه فوتبال کومو اشاره کرد.
وی همچنین در تیم ملی فوتبال زیر ۲۱ سال ایتالیا بازی کرده‌است.